# Azteca schimperi
Azteca schimperi es una especie de hormiga del género Azteca, subfamilia Dolichoderinae. Fue descrita científicamente por Emery en 1893.
Se distribuye por Argentina, Belice, Brasil, Colombia, Costa Rica, Guayana Francesa, Guatemala, Guyana, México, Nicaragua, Panamá, Paraguay, Perú y Surinam. Se ha encontrado a elevaciones de hasta 1300 metros. Vive en microhábitats como la vegetación baja, nidos y en varias especies de Cecropia.